# هينريتش بروير
هينريتش بروير (بالألمانية: Heinrich Brewer)‏ هو مختص في الدراسات القروسطية ‏ ومؤرخ ألماني، ولد في 6 سبتمبر 1640 في Puffendorf (town) ‏ في ألمانيا، وتوفي في 1713 في آخن في ألمانيا.